# Organizace černomořské ekonomické spolupráce
Organizace černomořské ekonomické spolupráce (anglicky Organization of the Black Sea Economic Cooperation) je regionální partnerství zemí v oblasti Černého moře. Organizace vznikla v roce 1992, sídlí v tureckém Istanbulu a má 12 členů. Jedenácti zakládajícími členy jsou Rusko, Turecko, Ukrajina, Rumunsko, Bulharsko, Moldavsko, Řecko, Gruzie, Arménie, Ázerbájdžán, Albánie. V roce 2004 se připojilo Srbsko. Organizace se soustředí na ekonomické otázky a spolupráci. Na to, aby se mohla stát geopolitickým blokem, rozděluje její členy příliš sporných témat (spory Ruska a Turecka, Turecka a Řecka, Ruska a Ukrajiny, Ruska a Gruzie, Arménie a Ázerbájdžánu). Iniciativa pro vznik organizace vzešla na začátku 90. let z Turecka a z Turecka je také cítit dlouhodobě největší zájem na posilování tohoto bloku.